# Monica Ciaburro
Monica Ciaburro (Cuneo, 12 aprile 1970) è una politica italiana, dal 23 marzo 2018 deputata alla Camera per Fratelli d'Italia.

## Biografia
Monica Ciaburro è figlia di Raffaele Ciaburro (1929-2016), maresciallo dell'Arma dei Carabinieri originario di Sant'Angelo d'Alife (CE). Suo zio è il maresciallo maggiore Luigi Ciaburro (1923-1975), vittima del dovere, caduto a Villa Literno nel tentativo di sventare una rapina ad un treno.
Presso il Conservatorio Niccolò Paganini di Genova consegue il diploma in pianoforte e presso il Conservatorio di Cuneo consegue il diploma accademico in didattica della musica. Frequenta i corsi di formazione tecnici superiori di marketing e turismo integrato IFTS. È insegnante di ruolo presso la scuola secondaria di primo grado.
Non è sposata e non ha figli. 

## Attività politica
Inizia la sua attività politica in Alleanza Nazionale sin dalla sua fondazione. Successivamente collabora con il vicepresidente della Regione Piemonte William Casoni.
Alle elezioni amministrative del 2004 viene candidata al consiglio provinciale di Cuneo nel collegio di Borgo San Dalmazzo-Demonte per la lista Polo del Futuro a sostegno del candidato presidente Raffaele Costa, ma non è eletta.
Alla creazione del PdL entra a farne parte e vi resta fino al 2012, quando segue Giorgia Meloni, Guido Crosetto e Ignazio La Russa nel neonato partito Fratelli d'Italia.
Alle elezioni amministrative del 2009 si candida a sindaco di Argentera, ultimo comune della Valle Stura prima del Colle della Maddalena, in cui risiede: viene sconfitta, totalizzando solo il 5,88%, ma diventa comunque consigliere comunale. Dal 2009 al 2014 riveste la carica di Vicepresidente del consiglio della Comunità Montana Valle Stura. Nel 2014 viene rieletta consigliere comunale ad Argentera e nel luglio 2016 viene nominata assessore. Riveste tale ruolo sino al 15 dicembre 2016, data nella quale la maggioranza dei consiglieri comunali, lei compresa, si dimette facendo così decadere l'amministrazione in carica. Il 12 giugno 2017 viene eletta sindaco di Argentera con il 93,48% dei voti. Dal 2017 al 2024 ricopre altresì la carica di assessore presso l'Unione Montana Valle Stura. Oggi ne è consigliere.

### Elezione a deputata
Alle elezioni politiche del 2018 viene candidata alla Camera dei deputati, tra le liste di Fratelli d'Italia nel collegio plurinominale Piemonte 2 - 01 in seconda posizione dietro al capolista Guido Crosetto: quest'ultimo, candidato in più collegi, ai sensi della legge elettorale viene eletto nel collegio plurinominale Lombardia 3 - 02, per cui il seggio spettante a Fratelli d'Italia nel collegio Piemonte 2 - 01 va a Ciaburro, che viene così eletta deputato per la XVIII legislatura.
Dal 21 giugno 2018 fa parte della Commissione XIII Agricoltura presso la Camera. Il 15 novembre 2018 è stata nominata membro della Commissione Parlamentare per la Semplificazione. Il 29 luglio 2020 viene eletta segretario della Commissione XIII Agricoltura.
Alle elezioni comunali in Piemonte del 2022 viene rieletta sindaco di Argentera senza alcun avversario.
Alle elezioni politiche anticipate del 2022 viene rieletta alla Camera nel collegio uninominale Piemonte 2 - 05 (Cuneo) con il 53,39%, superando il principale candidato del centro-sinistra Luca Pione (24,96%). Nella XIX legislatura è vicepresidente della 4ª Commissione Difesa e contestualmente risulta anche componente della 13ª Commissione Agricoltura in sostituzione del ministro dell'agricoltura e della sovranità alimentare Francesco Lollobrigida.